# اسم الفاعل
اسم الفاعل هو اسم مشتق من الفعل المبني للمعلوم يدل على من قام بالفعل أو من وقع منه الفعل. وله صيغة قياسية في العربية تصاغ على وزن فاعِل من الفعل الثلاثي، ومن غير الثلاثي على صيغة الفعل المضارع بإبدال حرف المضارعة مِيمًا مضمومة وكسر ما قبل الآخر. والمضارع يعني المشابه سمي كذلك لمشابهته صيغة اسم الفاعل.
يصاغ اسم الفاعل على وزن الفعل الماضي الثلاثي بزيادة ألف بعد أول حرف من حروف الفعل وكسر الحرف الأخير على وزن فاعل مثل: جلس_جالس، وكتب_كاتب.
يُصاغ اسم الفاعل إن كان الفعل الثلاثي معتلًّا أجوف: أي في وسطه ألف مثل: (عاد) فتقلب ألف الفعل إلى همزة ويبقى اسم الفاعل على وزن فاعل مثل؛ نام-نائم، وقال-قائل.
الفعل غير الثلاثي: يصاغ اسم الفاعل على وزن الفعل المضارع مع إبدال حرف المضارعة بالميم المضمومة وكسر ما قبل الآخر؛ مثل: استمع يستمع مستمع، واجتهد يجتهد مجتهد، وتفوق يتفوق متفوق، وأدار يدير مدير، واستقال يستقيل مستقيل. يصاغ اسم الفاعل إن كان اسم الفاعل ناقصًا؛ مثل: ساعي، ومنتهي، وقاضي، بحذف الياء عندما يكون نكرة غير مقترن بأل وليس مضاف (أي لا يليه مضاف إليه)، على سبيل المثال نقول جاء قاضٍ لا جاء قاضى، وسلمت على قاضٍ لا سلمت على قاضى، أما عند الإضافة نقول جاء قاضى المدينة أو سلمت على قاضى المدينة.
اسم الفاعل يتبع مضارعه من حيث الصحة والاعتلال سواء أكان مصاغًا من مصدر الماضي الثلاثي المتصرف أم من مصدر الماضي غير
الثلاثي. ثم إنه لا يكتفي بذلك، وإنما يجري عمومًا في مطلق الحركات والسكنات على مضارعه بحيث يتساوی عدد الحروف الساكنة والمتحركة في كل منهما، ويتماثل ترتيب المتحرك، والساكن فيهما، نحو: عامل ويعمل، ومكتمل، ويكتمل، ومستسلم، ويستسلم... إلخ.
وقد يجيئ الاسم المشتق على وزن اسم الفاعل ولا يكون اسم فاعل بل صفة مشبهة، وذلك إذا أريد به الثبوت لا الحدوث، نحو: الجندي صادق الانتماء إلى الوطن، رابط الجأش، ثابت العزيمة، مكتمل الشجاعة، مستقيم السلوك؛ فصادق، ورابط مخبر عنه نحو: الحكومة عاقد رئیسها مؤتمرا صحفيا، أو موصوف نحو: استمتعت بكتاب مجدد مؤلفة بحوث النحو، أو اسم يكون هو حالاً منه نحو: نزل المسافر من الطائرة حاملا حقيبته، ويسمى هذا الشرط شرط الاعتماد.
يجوز جر مفعول اسم الفاعل بالإضافة إليه، وإذاك يجوز في تابع المفعول الذي أضيف: الجر مراعاة للفظ المفعول، والنصب مراعاة لمحله نحو: ما أنا بجاحد الحق، والفضل. يجوز في الفضل الجر، والنصب.
وقد روي بالوجهين قول الأعشى:
الواهب المئة الهجاني وعبدها عوذا تزجي بينها اطفالها
يجوز جر مفعول اسم الفاعل بلام التقوية نحو: الكشاف محب لوطنه، والأصل: محب وطنه.واسم الفاعل المثنى والمجموع يعمل كالمفرد؛ نحو: سررت من طالبين زائرین مكتبة الجامعة ولست من الجاحدين نعمة الله وما الأمهات بتاركات أبناءهن بغير رعاية.
وتقديم معمول اسم الفاعل عليه نحو: أزائر رئيس الجمهورية رئيس الحكومة؟ جائز بشرط ألا يكون اسم الفاعل مقترنا بأل نحو: هذا المعد بحثا، أو مجرورا بحرف جر أصلي نحو: سررت من طالب علما، أو مجرورا بالإضافة نحو: يا بني لا تعجبني صداقة مهمل دروسه، ففي هذه الأحوال يمنع تقديم المعمول.
أما إن كان اسم الفاعل مجرورا بحرف جر زائد فتقدیم معموله عليه جائز نحو: لست بمخلف موعدا، ويجوز فيه: لست موعدا بمخلف.

## إضافته إلى مرفوعه
يجمع النحاة على منع إضافة اسم الفاعل إلى فاعله إن كان اسم الفاعل مأخوذا من مصدر فعل متعد لأكثر من مفعول؛ فإن كان مأخوذة من مصدر فعل متعد لمفعول، وثابت، ومكتمل، ومستقيم في هذا المثال إنما هي صفات مشبهة وليست أسماء فاعل والقرائن - في مثل هذه الحالة - هي التي تدل على أن وزن اسم الفاعل لا يراد منه الحدوث وإنما يراد منه الثبوت، فهو إذا صفة مشبهة. وهذه القرائن قد تكون لفظية، وقد تكون معنوية.
فمن القرائن اللفظية إضافة الاسم المشتق إلى فاعله كما في المثال السابق والأصل فيه: رابط جأشه، ثابتة عزيمته، مكتملة شجاعته، مستقیم سلوكه.
ومنها أن تدل الصيغة اللفظية صراحة على الدوام أو شبهه، كثابت في المثال الذي أشرنا إليه، وكخالد ودائم ومستمر....إلخ.
ومن القرائن المعنوية قوله تعالى: ((ملك يوم الدين)). فالمتصف بالملك هو الله تعالى، واتصافه به لا يجوز أن يكون حادثا وإنما هو ثابت دائم. فدل هذا المعنى على أن لفظ مالك هنا إنما هو صفة مشبهة لا اسم فاعل.

## عمله وأحكامه
يعمل اسم الفاعل عمل فعله سواء أكان هذا الفعل لازماً أم متعدياً.
ويفرق بين اسم الفاعل المقترن (بأل) واسم الفاعل غير المقترن بها.
1. فإن كان مقترنا بها عمل مطلقا بغیر شروط، نحو: الباني مدرسة كالهادم سجنا.
2. وإن لم يكن مقترنا بها رفع فاعله بغير شروط إن كان الفاعل ضمير مستترا، ورفع فاعله الظاهر ونصب مفعوله بشرطين:

- أولهما: أن يكون اسم الفاعل للحال أو الاستقبال.
- والثاني: اعتماده على ما يسبقه من استفهام نحو: أزائر رئيس الحكومة رئيس الجمهورية؟، أو نفي نحو: ما بائع صاحب هذا الدكان شيئا من بضاعته، أو اسم واحد فجمهورهم على منع هذه الإضافة مطلقا، سواء أحذف مفعوله أم ذكر، وسواء امن اللبس ام لم يؤمن. غير ان أبا علي جوز هذه الإضافة بشرط امن اللبس سواء اذكر منصوبة بعد الإضافة ام حذف. ومن شواهد ذلك قول الشاعر:

ما الراحم القلب ظلاما وإن ظلما ولا الكريم بمناع وإن حرما
فإن كان اسم الفاعل مأخوذا من مصدر فعل لازم جازت إضافته إلى مرفوعه إجماعاً إن أريد به الدوام، ويصير حينئذ صفة مشبهة ك طاهر القلب وضامر البطن.